# Parafia Świętego Krzyża i Matki Bożej Nieustającej Pomocy w Tarnowie
Parafia Świętego Krzyża i Matki Bożej Nieustającej Pomocy w Tarnowie – parafia rzymskokatolicka znajdująca się w diecezji tarnowskiej w dekanacie Tarnów Północ w dzielnicy Krzyż.

## Proboszczowie
- ks. Jan Burgiel (styczeń 1925 – listopad 1925)[1]
- ks. Andrzej Juszczyk (1925–1930)[1]
- ks. Jan Curyło (1930–1931)[1]
- ks. Marcin Konicki (1931–1937)[1]
- ks. Marian Sułek (1937–1965)[1]
- ks. Andrzej Kmiecik (1965–1991)[1]
- ks. Władysław Kostrzewa (1991–1992)[1]
- ks. Zdzisław Puścizna (1992–2018)[1]
- ks. Jacek Olszak (od 2018)[2]